# Arianne Borbach

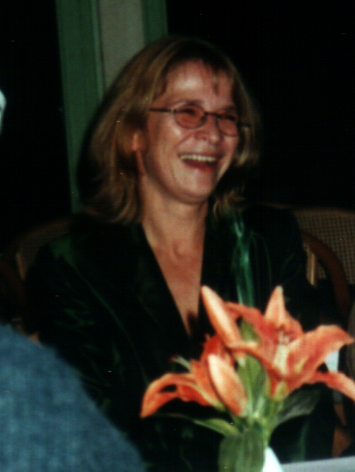
Arianne Borbach (2001)

Arianne Borbach (* 30. Mai 1962 in Bernau bei Berlin; † 29. April 2024 in Berlin) war eine deutsche Synchronsprecherin, Schauspielerin sowie Sprecherin von Hörspielen und Hörbüchern.

## Leben und Wirken
Arianne Borbach studierte nach ihrer Ausbildung als Elektromechanikerin Schauspiel an der Hochschule für Schauspielkunst „Ernst Busch“ Berlin. Schon während ihrer Studienzeit trat sie als Darstellerin an verschiedenen Bühnen auf, vor allem aber in Ost-Berlin. Dort war sie bis zum Jahr 1992 als festes Ensemblemitglied am Theater der Freundschaft engagiert.
Abseits ihrer Tätigkeit am Theater wirkte Borbach ab 1983 bei Film- und Fernsehproduktionen der DEFA und des DDR-Fernsehens als Schauspielerin mit. 1987 spielte sie in Liane, wo sie die Titelfigur verkörperte und dafür als beste Darstellerin auf dem Nationalen Spielfilmfestival der DDR geehrt wurde. In einem Interview bezeichnete Borbach dies als einen Höhepunkt in ihrer Karriere. Nach der Wende war sie häufig in Nebenrollen von Fernsehserien wie z. B. in Wolffs Revier, Hallo, Onkel Doc! und Unser Charly zu sehen. Zudem sollte sie als Tatort-Kommissarin Carla Wall in Die Brut der schönen Seele (1992) eingeführt werden, doch der Film wurde später außerhalb der Reihe ausgestrahlt. Sie wirkte als Schauspielerin vor der Kamera in mehr als 50 Film- und Fernsehproduktionen mit.
Als Synchronsprecherin lieh sie unter anderem Uma Thurman, Cate Blanchett und Catherine Zeta-Jones in deren Filmen ihre Stimme. In Der seltsame Fall des Benjamin Button synchronisierte sie Cate Blanchett liegend in einem Bett; Blanchetts Figur ist im Film größtenteils bettlägerig. In dem Film Flight Girls synchronisierte sie Nadia Dajani.
Seit 2004 gehörte sie zum Schauspielerensemble des Hörspiellabels Titania Medien und wirkte in über 30 Produktionen mit.
Arianne Borbach starb am 29. April 2024 im Alter von 61 Jahren.

## Synchronrollen (Auswahl)
Catherine Zeta-Jones
- 1999: als Theo in Das Geisterschloss
- 1999: als Virginia Baker in Verlockende Falle
- 2000: als Helena Ayala in Traffic – Macht des Kartells
- 2001: als Gwen Harrisson in America’s Sweethearts
- 2002: als Velma Kelly in Chicago
- 2003: als Marylin in Ein (un)möglicher Härtefall
- 2004: als Isabel Lahiri in Ocean’s 12
- 2004: als Amelia Warren in Terminal
- 2007: als Kate in Rezept zum Verlieben
- 2009: als Sandy in Lieber verliebt
- 2012: als Denise in Kiss the Coach
- 2012: als Tulip Heimowitz in Lady Vegas
- 2012: als Patricia Whitmore in Rock of Ages
- 2013: als Cathleen Hostetler in Broken City
- 2013: als Katja in R.E.D. 2
- 2013: als Dr. Victoria Siebert in Side Effects – Tödliche Nebenwirkungen
- 2022: als Dr. Vivian Capshaw in Prodigal Son – Der Mörder in Dir
- 2022: als Morticia Addams in Wednesday (Staffel 1)
- 2022: als Billie Pearce in Das Vermächtnis von Montezuma

Diane Lane
- 1997: als Agent Nina Chance in Mord im Weißen Haus
- 2000: als Christina Cotter in Der Sturm
- 2008: als Mary Rice in Jumper
- 2008: als Adrienne Willis in Das Lächeln der Sterne
- 2013: als Martha Kent in Man of Steel
- 2016: als Martha Kent in Batman v Superman: Dawn of Justice
- 2017: als Martha Kent in Justice League
- 2021: als Martha Kent in Zack Snyder’s Justice League
- 2024: als Martha Croker in Ein ganzer Kerl

Michelle Yeoh
- 1997: als Wai Lin in Der Morgen stirbt nie
- 2017–2021: als Captain/Imperator Philippa Georgiou in Star Trek: Discovery
- 2019: als Santa in Last Christmas
- 2022: als „Professor Emma Anemone“ in The School for Good and Evil
- 2023: als Airazor in Transformers: Aufstieg der Bestien
- 2023: als Joyce Reynolds in A Haunting in Venice

Cate Blanchett
- 1998: als Elizabeth in Elizabeth
- 2008: als Daisy Fuller in Der seltsame Fall des Benjamin Button
- 2008: als Irina Spalko in Indiana Jones und das Königreich des Kristallschädels
- 2010: als Lady Marion Loxley  in Robin Hood

Portia de Rossi
- 1999–2003: als Nelle Porter in Ally McBeal
- 2007–2014: als Lindsay Bluth-Fünke in Arrested Development

Sela Ward
- 2006–2007/2012: als Stacy Warner in Dr. House
- 2010–2013: als Det. Josephine „Jo“ Danville in CSI: NY
- 2018: als Juliet in Westworld

Donna Jay Fulks
- 2020: als Longclaw in Sonic the Hedgehog
- 2022: als Longclaw in Sonic the Hedgehog 2

### Filme
- 1987: Carmela Marner als Bettina in Die Schöne und das Biest
- 1987: Tahnee Welch als Dornröschen in Dornröschen
- 1988: Mirjana Jokovic als Jana/Anita in Verruchtes Paradies
- 1989: Geneviève Bujold als Isabel in Isabel – Rückkehr in die Vergangenheit
- 1992: Uma Thurman als Helena Robertson in Jennifer 8
- 1995: Gwyneth Paltrow als Tracy Mills in Sieben

- 1999: Elisabeth Shue als Sera in Leaving Las Vegas
- 1996: Judy Garland als Esther Blodgett (Ausschnitt aus Ein neuer Stern am Himmel) in Twister
- 2001: Stacy Edwards als Denise Holton in Charlie und das Rentier
- 2002: Monica Bellucci als Königin Kleopatra in Asterix & Obelix: Mission Kleopatra
- 2006: Rachel Griffiths als Direktor Gordon in Step Up
- 2007: Mary McCormack als Lily Enslin in Zimmer 1408
- 2015: Octavia Spencer als Johanna Reyes in Die Bestimmung – Insurgent
- 2016: Olga Tumaykina als Laura in Survival Game
- 2017: Hiam Abbass als Freysa in Blade Runner 2049
- 2019: Salimata Kamate als Madelaine Koffi in Monsieur Claude 2
- 2020: Barbara Walters als sich selbst in Vergiftete Wahrheit
- 2020: Angela Bassett als Dorothea in Soul

### Serien
- 1982–1983: Cindy Morgan als Gloria Marlowe in Frank Buck – Abenteuer in Malaysia (deutsche Synchronisation 1993–1994)
- 1991: Yumi Nakatani als Miss Kennedy in Hanni und Nanni
- 1996–2002: Roxann Dawson als B’Elanna Torres in Star Trek: Raumschiff Voyager
- 1998–2005: Jennifer Martin als Miss Bellum in Powerpuff Girls
- 1999–2002: Virginia Hey als Pa’u Zotoh Zhaan in Farscape
- 1999–2004/2006: Teryl Rothery als Dr. Janet Frasier in Stargate – Kommando SG-1
- 2001–2007: Lisa Ryder als Beka Valentine in Andromeda
- 2003–2004: Hallie Todd als Jo McGuire in Lizzie McGuire
- 2006: Melinda McGraw als Annabel Foster in Desperate Housewives
- 2006–2007: Aisha Tyler als Andrea Moreno in Ghost Whisperer – Stimmen aus dem Jenseits
- 2006–2008/2012/2015: Lauren Holly als NCIS-Director Jennifer „Jenny“ Shepard in Navy CIS
- 2007–2014/2017: Barbara Alyn Woods als Deborah „Deb“ Lee Scott in One Tree Hill
- 2009: Jennifer Hetrick als Elaine Baker in Prison Break
- 2009–2012: Angela Kovács als Irene Huss in Irene Huss, Kripo Göteborg
- 2010: Suzanne Cryer als Tarla Grant in Dexter
- 2011–2021: Nancy Travis als Vanessa Baxter in Last Man Standing
- 2013–2016: Roma Maffia als Linda Tanner in Pretty Little Liars
- 2014–2019: Kathleen Barr als Misako in Ninjago (2. Stimme)
- 2015–2024: Aisha Tyler als Dr. Tara Lewis in Criminal Minds
- 2017–2022: Farida Rahouadj als Psychologin in Art of Crime
- 2019–2023: Samantha Spiro als Maureen Groff in der Netflix-Serie Sex Education
- 2023: Juliet Stevenson als Elizabeth Hill in Secret Invasion

Sie fungierte auch als Sprecherin in Hörspielserien, als Margot in Offenbarung 23, als Dr. Kim Nowak in Jack Slaughter und als Corinne in dem Hörspiel Mitte Nacht ist Neuer Tag von Claudia Solle.

## Filmografie (Auswahl)
- 1983: Fariaho
- 1984: Auf dem Sprung
- 1984: Paulines zweites Leben
- 1985: Zwei Nikoläuse unterwegs
- 1986: Der Hut des Brigadiers
- 1986: Das Haus am Fluß
- 1987: Liane
- 1987: Vorspiel
- 1990: Motivsuche
- 1990: Versteckte Fallen
- 1991: Engel mit einem Flügel
- 1992: Die Brut der schönen Seele
- 1993: Polizeiruf 110: und tot bist du (TV-Reihe)
- 1995: Wolffs Revier (Fernsehserie, 1 Folge)
- 1996: Praxis Bülowbogen (Fernsehserie, 1 Folge)
- 1996: Für alle Fälle Stefanie (Fernsehserie, 1 Folge)
- 1996: Kurklinik Rosenau (Fernsehserie, 1 Folge)
- 1998: Straßensperre
- 1998: Polizeiruf 110: Tod und Teufel (TV-Reihe)
- 1998: Großstadtrevier (Folge: Der Verdacht)
- 1999: Oskar und Leni
- 2001: Polizeiruf 110: Kurschatten (TV-Reihe)
- 2003–2012: In aller Freundschaft (Fernsehserie, 2 Folgen, verschiedene Rollen)
- 2005: Sag ja
- 2007: Schloss Einstein (Fernsehserie, 1 Folge)
- 2009: Polizeiruf 110: Der Tod und das Mädchen (TV-Reihe)
- 2012: Unser Charly (Fernsehserie, 1 Folge)
- 2015: In aller Freundschaft – Die jungen Ärzte (Fernsehserie, 1 Folge)

## Theater
- 1986: Friedrich Schiller: Kabale und Liebe – Regie: Alejandro Quintana (Theater der Freundschaft)
- 1986: Horst Hawemann: Die Katze – Regie: Carl-Hermann Risse (Theater der Freundschaft)
- 1987: Molière: Der Tartuffe – Regie: Carl-Hermann Risse (Theater der Freundschaft)
- 1988: Carlo Gozzi: Der König Hirsch – Regie: Carl-Hermann Risse (Theater der Freundschaft)

## Hörspiele (Auswahl)
- 1987: Leonid Leonow: Die Bändigung Badadoschkins (Nastja) – Regie: Peter Groeger (Hörspiel – Rundfunk der DDR)
- 1990: Lew Lunz: Die Stadt der Gerechtigkeit (Mädchen) – Regie: Peter Groeger (Hörspiel – Funkhaus Berlin)
- 1993: Benjamin Blümchen und die Eisprinzessin (Folge 77, als Marias Mutter)
- 1997: Bibi und Tina Die Tierärztin (Folge 31, als Gudrun Spitzweg)
- 1997: Christa Kożik: Der verzauberte Einbrecher – Regie: Klaus-Michael Klingsporn (Kinderhörspiel – DLR Berlin)
- 2004: Bibi und Tina: Das Kürbisfest (Folge 50, als Gudrun Spitzweg)
- 2004–2023: Gruselkabinett (Folge 1, 3, 4, 5, 6, 8, 9, 14, 17, 19, 31, 79, 81, 94, 117, 170, 185, 186, Titania Medien)
- 2004–2023: Sherlock Holmes (Folge 10 [Krimi-Klassiker 4], 11 [Krimi-Klassiker 2], 19, 44, 58, Titania Medien)
- 2009: Lady Bedfort: Lady Bedfort und die schwarze Dame, Hörplanet, als Christine Gardy
- 2014–2025: Bibi und Tina (Folgen 76–117, als Frau Martin)
- 2015–2017: Monster 1983, Lübbe Audio & Audible, als Shirley Dunford
- 2019: Death Note – Die komplette Hörspielreihe (nach der Mangaserie von Tsugumi Ōba und Takeshi Obata), Lübbe Audio (Download), ISBN 978-3-8387-9298-9, als Sachiko Yagami[3]
- 2021: Grimms Märchen (Folge 4, 5, 6, Titania Medien)

## Hörbücher (Auswahl)
- 2007: Necrophobia: Die besten Horrorgeschichten der Welt, Lübbe Audio, ISBN 978-3-7857-3204-5
- 2008: Träumereien an französischen Kaminen, Märchen von Richard von Volkmann-Leander, Titania Medien, ISBN 978-3-7857-3641-8
- 2014: Geschmiedet im Feuer, (Audible exklusiv)
- 2021: Sommerliebe am Fjord, Lübbe Audio (Hörbuch-Download), ISBN 978-3-8387-9577-5

## Auszeichnungen
- 1988: 5. Nationales Spielfilmfestival der DDR in Karl-Marx-Stadt: Großer Steiger für die gelungene Darstellung einer sozialistischen Arbeiterpersönlichkeit in dem Film Liane
- 1988: Theodor-Fontane-Preis des Bezirks Potsdam für die Hauptrolle in dem Film Liane